# Trnje, Škofja Loka
Trnje je naselje v Občini Škofja Loka.